# MGC ディテクティブ
MGC ディテクティブ（より正確には「MGC COLT DETECTIV SPECIAL」）は、日本のトイガンメーカーであるMGCが製造販売したモデルガン。モデルはコルト・ディテクティブスペシャル。

## 概要
1967年に発売された。
当初はダブルアクションのみのスタンダードモデル（2500円）1種類だったが、翌年にダブルアクション兼用のデラックスモデル（2900円）が追加された。生産数は1,000丁といわれている。1971年の銃刀法改正による規制後はダブルアクションのみが継続販売された。